# Oreonana clementis
Oreonana clementis är en flockblommig växtart som först beskrevs av Marcus Eugene Jones, och fick sitt nu gällande namn av Jeps.. Oreonana clementis ingår i släktet Oreonana och familjen flockblommiga växter. Inga underarter finns listade i Catalogue of Life.